# Roberto Sánchez Vilella
Roberto Sánchez Vilella (ur. 19 lutego 1913, zm. 24 marca 1997) – portorykański inżynier i polityk, gubernator Portoryko w latach 1965–1969.
Współpracował z Luisem Munoze Marinem. Działał w Powszechnej Partii Demokratycznej (PDP). Od 2 stycznia 1953 do 2 stycznia 1965 sprawował urząd sekretarza stanu, zaś od 2 stycznia 1965 do 2 stycznia 1969 – gubernatora Puerto Rico. W 1968 przegrał wybory z Luisem A. Ferre.